# 양주백석초등학교
양주백석초등학교는 대한민국 경기도 양주시 백석읍 오산리에 있는 공립 초등학교이다.

## 학교 연혁
- 1932년 10월 30일 양주군 백석공립보통학교로 개교(2학급)
- 1938년 4월 1일 백석공립심상소학교로 개칭[1]
- 1941년 4월 1일 백석공립국민학교로 개칭[2]
- 1981년 3월 1일 병설유치원 개원(1학급)
- 1996년 3월 1일 양주백석초등학교로 개칭[3]
- 1999년 9월 1일 은봉초등학교 분리
- 2006년 3월 1일 신지초등학교 분리
- 2017년 3월 1일 제24대 서애란 교장 부임
- 2020년 1월 제84회 졸업장 수여식(55명, 누계 7643명)

## 참고 자료
- 양주백석초등학교 - 한국교육학술정보원 학교알리미